# Amalia Bereș
Amalia Bereș, född 18 juni 1997 i Pașcani, är en rumänsk roddare. Hennes syster, Mădălina Bereș, är också en roddare.

## Karriär

### 2019–2022
I juni 2019 vid EM i Luzern var Bereș en del av Rumäniens lag som tog guld i åtta med styrman. I oktober 2020 tog hon sitt andra EM-guld i åtta med styrman vid EM i Poznań. I april 2021 tog Bereș sitt tredje raka EM-guld i åtta med styrman vid EM i Varese. I juli 2021 var hon en del av Rumäniens lag som slutade på sjätte plats i åtta med styrman vid OS i Tokyo.
I augusti 2022 vid EM i München tog Bereș sitt fjärde raka EM-guld i åtta med styrman. Hon tog även ett brons tillsammans med Maria-Magdalena Rusu, systern Mădălina Bereș och Iuliana Buhuș i fyra utan styrman. Följande månad vid VM i Račice tog Bereș sitt första VM-guld i åtta med styrman.

### 2023–2024
I maj 2023 vid EM i Bled tog Bereș guld tillsammans med systern Mădălina Bereș, Maria Tivodariu och Maria-Magdalena Rusu i fyra utan styrman. Hon var även en del av Rumäniens lag som tog guld i åtta med styrman. I september 2023 vid VM i Belgrad tog Bereș silver i fyra utan styrman tillsammans med systern Mădălina Bereș, Maria Tivodariu och Maria-Magdalena Rusu. Hon var även en del av Rumäniens lag som tog guld i åtta med styrman.
I april 2024 vid EM i Szeged tog Bereș silver tillsammans med systern Mădălina Bereș, Maria Lehaci och Maria-Magdalena Rusu i fyra utan styrman. Hon var även en del av Rumäniens lag som tog guld i åtta med styrman. Vid olympiska sommarspelen 2024 i Paris var Bereș en del av Rumäniens lag som tog guld i åtta med styrman.

### 2025–
Vid EM 2025 i Plovdiv tog Bereș silver i fyra utan styrman tillsammans med Nicoleta-Ancuța Bodnar, Maria Lehaci och Adriana Adam.